# Weingut Gutzler
Das Weingut Gutzler in Gundheim im südlichen Teil des rheinhessischen Hügellandes ist ein seit 1999 mehrfach prämiertes Weingut im deutschen  Weinbaugebiet Rheinhessen. Inhaber sind Michael und Christine Gutzler.

## Geschichte
Die Brüder Gutzler übernahmen 1985 den traditionellen Familienbetrieb, gaben ihm ein neues Betriebskonzept und ergänzten das Weingut um eine Sektmanufaktur und eine Destillerie. Gerhard Gutzler, Inhaber in zweiter Generation, verstarb am 23. April 2017, woraufhin die Geschäftsführung an die Juniorchefs Michael und Christine Gutzler überging.

## Lagen
Die von dem Weingut bewirtschafteten Lagen sind Wormser Liebfrauenstift Kirchenstück, Alsheimer Römerberg, Westhofener Steingrube, Westhofener Morstein, Westhofener Kirchspiel, Niesteiner Ölberg, Gundheimer Mandelbrunnen, Niersteiner Kranzberg, Gundheimer Hungerbiene und Gundheimer Sonnenberg.
Auf 12,5 Hektar Rebfläche werden 32 Prozent Spätburgunder, 28 Prozent Riesling, 17 Prozent weiße Burgundersorten, 7 Prozent Silvaner und 16 Prozent übrige Sorten angebaut. Die Spitzenlagen sind Wormser Liebfrauenstift Kirchenstück und Westhofener Morstein. Jährlich werden rund 100.000 Flaschen Wein produziert.

## Auszeichnungen
Das Weingut ist seit 2006 Mitglied im Verband Deutscher Prädikatsweingüter (VDP), seit 2004 im Deutschen Barriqueforum und der Winzervereinigung Message in a Bottle. In den letzten Jahren erhielt es unter anderem folgende Ehrungen und Auszeichnungen:
- Riesling Erzeugerpreis: Finalteilnahme mit 14,7 Punkten mit dem Abschluss „überdurchschnittlich“, dritter Platz unter den trockenen Rieslingen mit dem 1998er Alsheimer Römerberg Riesling Auslese trocken (1999)
- Aufnahme in den Wein-Guide Der Feinschmecker: „Die 400 besten Weingüter Deutschlands“ und den Weinführer Deutschland Gault Millau (1999)
- “Eichelmann Wein” vergab vier von fünf erreichbaren Sternen, der Gault Millau drei von fünf Trauben. Der Wein-Guide der Zeitschrift „Der Feinschmecker“ zählt das Gut zu den 240 besten deutschen Weingütern. (2006)
- Wein-Plus vergibt drei von fünf Sternen. (2009)

- Staatsehrenpreis des Landes Rheinland-Pfalz: 2000, 2001, 2002, 2003

- Weinprämierung der Landwirtschaftskammer Rheinland-Pfalz:
  - 1999: Siebenmal Gold, dreimal Silber und zweimal Bronze
  - 2001: Zwölfmal Gold und dreimal Bronze
  - 2002: Achtmal Gold, dreimal Silber und einmal Bronze

- Deutscher Rotweinpreis:
  - 1999: mit dem 1997er Spätburgunder Sonnenberg und Finalteilnahme mit dem 1997er Cabernet Sauvignon
  - 2001: mit dem 1999er Cabernet Sauvignon
  - 2002: mit dem 1999er Dornfelder. Fünf weitere Weine des Gutes erreichten das Finale.
  - 2003: mit dem 2000er Cabernet Sauvignon. Sechs weitere Weine des Gutes erreichten das Finale.

- 3 Trauben Gault Millau 2014
- 3,5 Sterne Eichelmann Weinführer 2014
- 2,5 Punkte Feinschmecker Weinführer 2014
- 3 Sterne Wein-Plus 2014[2]